# The Adventures of Schoolly D
Albums de Schoolly D
Saturday Night! – The Album
(1986) Smoke Some Kill
(1988)
The Adventures of Schoolly D est une compilation de Schoolly D, sortie en 1987.

## Liste des titres
| No  | Titre                     | Album original              | Durée |
| --- | ------------------------- | --------------------------- | ----- |
| 1.  | Dedication to All B-Boys  | Saturday Night! – The Album | 3:52  |
| 2.  | Do It Do It               | Saturday Night! – The Album | 2:27  |
| 3.  | P.S.K. What Does It Mean? | Schoolly D                  | 6:31  |
| 4.  | Put Your Filas On         | Schoolly D                  | 7:13  |
| 5.  | We Get Ill                | Saturday Night! – The Album | 4:01  |
| 6.  | Gucci Time                | Schoolly D                  | 6:04  |
| 7.  | Get N' Paid               | Saturday Night! – The Album | 2:53  |
| 8.  | Saturday Night            | Saturday Night! – The Album | 5:22  |
| 9.  | Free Style Rappin         | Schoolly D                  | 6:49  |
| 10. | I Don't Like Rock & Roll  | Schoolly D                  | 5:53  |
| 11. | B-Boy Rhyme and Riddle    | Saturday Night! – The Album | 5:02  |
| 12. | Free Style Cutting        | Schoolly D                  | 5:12  |
| 13. | It's Crack                | Saturday Night! – The Album | 5:51  |